# Jangelaar

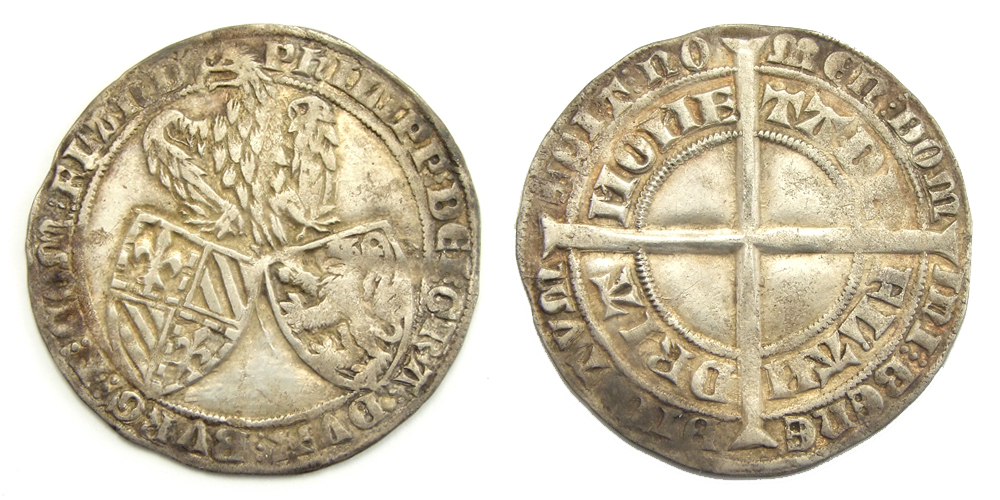
Vlaanderen, Gent. Dubbele groot, type 'Jangelaar', geslagen onder Filips de Stoute (1384-1404) met de wapenschilden van Bourgondië en Vlaanderen.

Jangelaar of Jangelaer is een type-aanduiding van een Middeleeuwse zilveren munt met de waarde van respectievelijk een halve- een hele of dubbele groot. 
Dit type is ook bekend onder de namen Adelaarsgroot, Voetdrager, of Adelyengroot (verwijzing naar muntmeester Heynderick Adelyen).
Op de munt wordt een adelaar uitgebeeld bovenop twee wapenschilden die hij met zijn klauwen vasthoudt. Op de Vlaamse jangelaars worden de wapenschilden van Bourgondië en Vlaanderen weergegeven, in Holland de wapens van Beieren-Holland en Holland.
De jangelaar werd in Vlaanderen geslagen onder Filips de Stoute (1384-1404) en in Holland onder Albrecht van Beieren (1389-1404). 
Voor Holland werd de jangelaar in omstreeks 1393 te Dordrecht geslagen.
Vanaf 15 mei 1393 ging de munt over naar Geertruidenberg met als kenmerkend teken van deze emissie een roos tussen de twee wapenschilden. Deze emissie werd in september van hetzelfde jaar in Vlaanderen en Brabant verboden. Pas in de loop van 1394 werd de munt weer in Dordrecht gevestigd.